# Lega dei Giusti
(motto della Lega dei Giusti)
La Lega dei Giusti (Bund der Gerechten, in tedesco) era un'organizzazione operaia clandestina tedesca, nata nel 1836 a Parigi da una scissione degli elementi più radicali della Lega tedesca segreta dei Proscritti. Successivamente essa comprendeva lavoratori di diversi Paesi europei ed aveva sue comunità in Germania, Francia, Svizzera, Regno Unito, Svezia. 
Nel 1847, sotto l'influenza determinante di Karl Marx e Friedrich Engels, diede vita alla Lega dei Comunisti.

## La storia

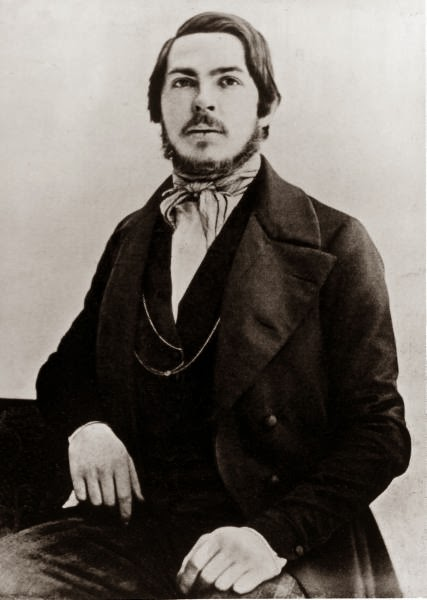
Friedrich Engels fu uno degli esponenti più attivi della Lega dei Giusti

A Parigi nel 1834, quando il governo francese aveva soppresso una società popolare pubblica sorta per soccorrere la stampa di opposizione della Germania meridionale, un gruppo di profughi tedeschi (in maggioranza artigiani) avevano costituito una società segreta col nome di "Lega dei proscritti" (Bund der Geächteten). Organizzata sul modello della Carboneria francese (e questa su quello della Carboneria italiana), essa era influenzata dalle idee socialiste di Saint-Simon e dal socialismo utopistico di Fourier. L'obiettivo principe della Lega era quello di instaurare una "repubblica sociale" in Germania, ossia "la liberazione e la rigenerazione della Germania, la fondazione e la conservazione dell'eguaglianza e della libertà politica e sociale, delle virtù civili, dell'unione del popolo". 
Ben presto si venne ad uno scontro fra due correnti: la prima aspirante ad uno "stato libero" in cui la proprietà privata avrebbe dovuto essere conciliata con l'eguaglianza sociale, tramite imposte sul superfluo e l'assicurazione del necessario; la seconda, di carattere socialista e proletario, propugnatrice di una società senza classi basata sull'abolizione della proprietà privata e la comunione dei beni. Il dissidio si concluse con una scissione dell'ala radicale socialista. I membri più energici capeggiati da Theodor Schuster, un libero docente di Göttingen, abbandonarono la Lega dei Proscritti, e diedero vita, nel 1836, alla Lega dei Giusti. Questa annoverava tra i suoi membri più distinti Karl Schapper, Heinrich Bauer e Wilhelm Weitling di Magdeburgo, Karl Pfänder e Georg Eccarius. 
Scrive Engels (Per la storia della Lega dei Comunisti, 1885): "La lega-madre, in cui erano rimasti solo gli elementi più sonnolenti presto si addormentò del tutto. [...] La nuova Lega invece si sviluppò con relativa rapidità". Inizialmente, la Lega era non molto di più di un "ramo tedesco delle società segrete francesi", "per metà un'associazione di propaganda, per metà cospirazione", nelle parole di Engels. In particolar modo era legata alla "Société des Saisons" ("Società delle stagioni"), diretta da Auguste Blanqui e Barbès (così come la Lega dei proscritti aveva cercato sostegno nella Società dei diritti dell'Uomo), e profondamente influenzata dalle concezioni di Blanqui e di Babeuf.
Il principale teorico ed esponente della Lega dei Giusti era Wilhelm Weitling che pubblicò alla fine del 1842, in Germania, Garanzie dell'armonia e della libertà, criticando duramente la società borghese e la proprietà privata. L'impianto restava entro i limiti del socialismo utopistico, ma Marx fu talmente impressionato dall'apparire di quest'opera nello scenario politico tedesco che lo pose al di sopra di Proudhon. Egli propugnava l'abolizione del denaro e la comunanza dei beni (inclusa quella delle donne), allo scopo di instaurare una fratellanza universale basata sul messaggio cristiano.
Quando i francesi insorsero, il 12 maggio 1839, le sezioni della Lega marciarono al loro fianco e furono coinvolte nella comune sconfitta.
Alcuni dei suoi organizzatori, tra cui Schapper e Bauer, dovettero, dopo una lunga prigionia, abbandonare la Francia e riparare a Londra, mentre Wilhelm Weitling si rifugiò in Svizzera. Inizia quindi un periodo in cui i vari esponenti cercano di riannodare le fila dell'organizzazione. A Londra, Karl Schapper fonda nel febbraio del 1840 la Lega per l'istruzione degli operai comunisti (Bildungs-Gesellschaft für Arbeiter), allo scopo di coprire le attività clandestine di reclutamento e propaganda della Lega. La Lega per l'istruzione degli operai comunisti è esistita fino al 1914.
Da quel momento, il centro di gravità della Lega passò da Parigi a Londra ed essa assunse sempre più un carattere internazionale, conoscendo una rapida diffusione in diversi paesi europei: sezioni locali, spesso precarie e chiuse dalla polizia, sorgevano in Germania, Svizzera, Svezia ed in Francia. Nell'associazione operaia venivano a trovarsi, oltre a tedeschi e svizzeri, anche membri di tutte quelle nazionalità a cui la lingua tedesca serviva prevalentemente come mezzo di comunicazione con gli stranieri, in particolare scandinavi, olandesi, ungheresi, cechi, slavi del sud e anche russi ed alsaziani. 
I membri della Lega erano per la maggior parte artigiani, spesso esuli tedeschi, lavoratori in modeste imprese con pochi dipendenti al servizio di un piccolo maestro artigiano. Quindi non dei proletari, dal punto di vista marxista, ma membri della piccola borghesia che si andava trasformando (come classe) in proletariato. Sulle tessere dei soci della "Lega per l'istruzione degli operai comunisti" era scritto il motto della Lega ("per lo meno in venti lingue, anche se qua e là non senza errori", Engels): Tutti gli uomini sono fratelli.
Il carattere internazionale e lo sviluppo della Lega - osserva ironicamente Engels - furono fortemente sostenuti dalla "saggezza" dei governanti che espellevano gli operai indesiderabili, e li trasformavano in emissari e propagandisti. Karl Marx e Frederich Engels entrano in contatto con la Lega nel 1843, ma in quel momento rifiutano di aderirvi, pur rimanendo in stretto contatto con i membri londinesi e parigini dell'organizzazione. Nel novembre 1846 la direzione della Lega viene trasferita formalmente a Londra.
Contemporaneamente la Lega ha uno sviluppo consistente in Svizzera, dove Weitling si era trasferito a partire dal 1840. Egli organizza qui, insieme con Simon Schmidt, una comunità segreta della Lega, della quale conosciamo la professione di fede a cui i soci eran tenuti al momento dell'ammissione. Dal settembre 1841 essa pubblica anche una rivista mensile, Il grido di aiuto della gioventù tedesca, che muta il nome, nel gennaio del 1842, assumendo quello di Giovane generazione. Tuttavia nel 1844 Weitling viene espulso dalla Svizzera ed è consegnato al governo prussiano che lo condanna a dieci mesi di carcere per attività sovversiva ed empietà.
Nel 1845, uscito dal carcere, Weitling si reca a Londra, divenuto certamente il centro più importante della Lega. Weitling è ancora la figura più rappresentativa e prestigiosa dell'organizzazione. I compagni londinesi gli riservano un'accoglienza trionfale. Nel gennaio del 1847 la direzione della clandestina "Lega dei Giusti" invita Marx ed Engels ad aderirvi. Marx ed Engles accettano e nel congresso del giugno 1847 viene sancita la nascita della "Lega dei Comunisti". La Lega decide in quel momento di cambiare anche il proprio motto: "Tutti gli uomini sono fratelli" viene sostituito da "Proletari di tutti i paesi, unitevi!"